# آلبرشت ۱۰۶۵۶
سیارک ۱۰۶۵۶ (به انگلیسی: 10656 Albrecht، نامگذاری:2213T-1) ده هزار و ششصد و پنجاه و ششمین سیارک کشف شده‌است که در ۲۵ مارس ۱۹۷۱ کشف شد.
قدر مطلق سیارک برابر ۳۸.۹ است.